# Actinella giramica
Actinella giramica é uma espécie de gastrópode da família Hygromiidae.
É endémica da Madeira.
Os seus habitats naturais são: florestas temperadas e campos de gramíneas de clima temperado.
Está ameaçada por perda de habitat.